# 128297 Ashlevi
128297 Ashlevi è un asteroide della fascia principale. Scoperto nel 2003, presenta un'orbita caratterizzata da un semiasse maggiore pari a 2,8658498 UA e da un'eccentricità di 0,0747160, inclinata di 0,95451° rispetto all'eclittica.